# Otto Schweinsberger
Otto Schweinsberger (* 24. April 1904 in Kirchhain; † nach 1958) war ein deutscher Jurist. Er wandte sich entschieden dagegen, einen Wehrmachtsoldaten wegen Mordes an Juden verurteilen zu müssen, weil das ein Urteil gegen den Nationalsozialismus sein würde.

## Schule, Studium und Freikorps
Als Sohn des Regierungs-Bauobersekretärs Konrad Schweinsberger besuchte er von 1910 bis 1914 die Bürgerschule in Kirchhain. Danach wechselte er auf die dortige Rektoratschule bis 1919. Infolge eines Umzugs seiner Eltern nach Marburg absolvierte er dort bis 1923 die Oberrealschule, die er mit dem Reifezeugnis beendete. Seit 1923 war er Angehöriger des Studentenkorps Marburg, eines Verbandes in der Schwarzen Reichswehr, das sich 1920 am Kampf gegen den kommunistischen Aufstand in Thüringen beteiligt hatte. Er gehörte diesem Korps bis zu dessen Auflösung 1925 an.
Es folgte ein Studium der Rechtswissenschaften an der Philipps-Universität Marburg mit dem ersten juristischen Staatsexamen im März 1927. Mit dem Thema § 5 des Reichsgesetzes vom 9. Juni 1884 gegen den verbrecherischen und gemeingefährlichen Gebrauch von Sprengstoffen erlangte er die Promotion zum Dr. jur.

## Staatsdienst, NSDAP und SA
Die Laufbahn im juristischen Staatsdienst begann er beim Amtsgericht in Kirchhain. Im April 1933 trat er in die NSDAP ein. Im September 1933 wurde er Mitglied der SA. 1935 war er in Kassel als Gerichtsassessor tätig. Mit Schreiben vom 9. Oktober 1935 an den Infanterieführer V in Gießen bewarb er sich als Anwärter für den höheren Kriegsgerichtsdienst. Dieser befürwortete sein Gesuch und leitete es an den zuständigen Oberstkriegsgerichtsrat beim Dienstaufsichtsbezirk I in Berlin weiter. Am 3. Februar 1936 begann seine Laufbahn als Jurist im Kriegsgerichtsdienst.

## Richter in der Wehrmacht
Schon 1936 wurde er zum Kriegsrichter ernannt. Zu dieser Zeit war er beim Truppengericht der 3. Panzer-Division als Untersuchungsführer eingesetzt. Der Angeklagte Feldwebel Blosat wurde beschuldigt, bei einer Marschübung Untergebene grob misshandelt zu haben. Blosat wurde von Schweinsberger freigesprochen. Das Oberkommando der Wehrmacht (OKW) sprach darauf gegen Schweinsberger eine Rüge aus. 1937 wurde er zum Kriegsgerichtsrat befördert. Im Krieg gegen die Sowjetunion war er 1942 beim Generalkommando des XXXX. Panzerkorps eingesetzt.

## Massaker von Balabanowka
In einem Verfahren wurde der Kriegsverwaltungsinspektor Alwin Weisheit beschuldigt, in der Nähe des Dorfes Balabanowka, welches etwa 300 km nördlich von Woroschilowsk lag, mit anderen am 31. Juli 1942 bis zu 75 jüdische Kinder, Frauen und Männer erschossen zu haben. Als zuständiger Kriegsgerichtsrat sollte Schweinsberger die Verhandlung führen. An den zuständigen Gerichtsherren schrieb er am 16. September 1942 in diesem Zusammenhang:
„Ich bitte aus persönlichen und sachlichen Gründen von meiner Verwendung als Verhandlungsleiter in dieser Sache abzusehen […] Hauptpunkt der Anklage soll wie ich annehme, die Erschießung von 75 Juden sein. Ich würde als Richter dazu neigen, insoweit nicht wegen Mordes, sondern nur wegen Amtsanmaßung zu verurteilen, weil der Beschuldigte zur Entscheidung darüber, was mit den Juden zu geschehen habe, nicht zuständig war.“
Einem Kollegen erklärte er seine Position zu diesem Verfahren noch eingehender. Dieser hielt mit einem Schreiben vom 21. September die Ausführungen Schweinsbergers wie folgt fest:
„[…] er fühle sich nicht durch seinen Eid als Beamter, sondern auch durch einen Parteieid gebunden und würde, sollte er durch seine Beisitzer in der Verhandlung überstimmt werden, das dann seiner Ansicht gegen den Nationalsozialismus verstoßende Urteil auf dem Dienstwege dem Reichsführer SS melden. […] Damit brachte er zum Ausdruck, daß er eine Verhandlung im Sinne der zu erhebenden Anklage und ein diesbezügliches Urteil mit allen zu Gebote stehenden Mitteln verhindern würde.“

## Drohung gegen den Kommandierenden General
Falls er als Verhandlungsführer gegen Weisheit eingesetzt würde und dieser würde wegen Mordes verurteilt, drohte er, gegen den Kommandierenden General Leo Geyr von Schweppenburg eine Beschwerde persönlich bei Heinrich Himmler vorzubringen. In einem Schreiben an den Oberstkriegsgerichtsrat Rittnau der 1. Panzerarmee vom 1. Oktober 1942 verdeutliche Schweinsberger dieses Vorhaben:
„Meines Erachtens muß es […] dem Richter gestattet sein […] dem Reichsführer SS in einer Frage der Bekämpfung und vom Führer gewollten Vernichtung des Judentums auf dem Dienstwege zu berichten, daß gegen einen Nationalsozialisten unter anderem Haftbefehl wegen fünfundsiebzigfachen Mordes an Juden ergangen sei und entsprechend auch Anklage beabsichtigt werde“.
Schweinsberger erreichte es, nicht als Richter in der Gerichtsverhandlung gegen Weisheit eingesetzt zu werden. An seine Stelle trat der Kriegsgerichtsrat Dittmann. Der Verhandlungsleiter war Major Stabel, die Anklage vertrat Oberstkriegsgerichtsrat Rittnau. Schweinsberger wurde nach diesem Fall 1942 zum Oberkriegsgerichtsrat befördert. 1944 ernannte man ihn zum Korpsrichter.

## Nach dem Kriege
Schweinsberger konnte nach Kriegsende wieder in den staatlichen Justizdienst zurückkehren und war Ende der 1950er Jahre in Frankfurt am Main als Oberstaatsanwalt tätig. Im Dezember 1958 wurde er suspendiert, nachdem seine Rolle in der Gerichtssache gegen Weisheit bekannt geworden war. Am 8. Januar 1959 berichtete die Tageszeitung Die Welt, dass Schweinsberger wegen antisemitischer Äußerungen und einer diskriminierenden Handlung gegen Juden in Haft genommen wurde.